# Jean-François Péron
Pour les articles homonymes, voir Péron.
Jean-François Péron est un footballeur puis entraîneur français, né le 11 octobre 1965 à Saint-Omer.

## Biographie
Ce joueur au gabarit léger (1,72 m, 67 kg) évoluait généralement en tant que milieu de terrain offensif, sur le côté gauche.
Jean-François Péron, plus communément connu sous le nom de Jeff outre-Manche, commença sa carrière professionnelle à l'âge de 18 ans à l'USL Dunkerque en division 2 sous la houlette d'Alex Dupont.
Après quatre belles années passées là-bas il s'engage avec le Racing club de Strasbourg qui évolue en division 1. Durant ses quatre saisons passées en Alsace il connaîtra plusieurs fois les barrages sans réussite, jusqu'à la saison 1991/1992 où devant un stade de la Meinau plein à craquer ils viennent à bout du Stade rennais (affluence record, jamais égalée jusqu'à présent[Quand ?]).
Par la suite il part durant deux saisons au RC Lens qui évolue en Division 1
En 1995 il s'engage avec le SM Caen, pour une durée de trois ans où il connaîtra la descente puis la remontée l'année d'après en 1996.
Après la descente du SM Caen en Division 2 en 1997, il reprend la saison suivante avec le club normand. Il fait un essai avec le club écossais de Ayr United en septembre. 
Les divergences avec le staff caennais et la proposition du club anglais du Walsall FC scellent le sort du joueur. Il est recruté par Jan Sørensen qui le considère comme étant le joueur offensif qui manque à son club. Il rejoint donc Roger Boli dans l'animation offensive dans ce club. Il ne manque aucun match de championnat et est très apprécié pour sa gentillesse et son envie de tous les instants sur le terrain. Le club finit 4e de Football League Championship et manque l'ascension en division supérieure. Il reçoit le trophée de Meilleur joueur de l'année 1997-98 de Walsall.
Ses performances attirent l'œil des recruteurs et il est transféré à Portsmouth la saison suivante pour £150,000 (soit 200 000 €). Le club de l'Hampshire s'enlise et termine à la 19e place de Division One. En début de saison 1999-2000, il joue peu et perd sa place de titulaire. Il dissout don contrat avec Pompey et rejoint Wigan Athletic pour la fin de saison. Il joue son dernier match au mythique stade de Wembley en Angleterre en Playoff lors d'une défaite 2-3 contre Gillingham.
À l'été 2003, il s'est rendu à un rassemblement d'anciens joueurs de Walsall au Bescot Stadium. Il fut le seul étranger à s'y rendre et lors de sa présentation au public, il reçut la plus grande acclamation, le public s'est levé et s'est mis à chanter la chanson en son honneur "There's only one Peron" ("Il n'y a qu'un Péron"). 
En 2005, il a intégré le staff du SM Caen, un de ses anciens clubs, pour y devenir entraîneur de l'équipe des moins de 16 ans.
En janvier 2008, il devient l'entraîneur du SC Hérouville où il a été champion de DHR 2008.

## Clubs successifs

### Joueur
| Saison                  | Club           | Pays       | Division             | Matchs | Buts |
| ----------------------- | -------------- | ---------- | -------------------- | ------ | ---- |
| 1983-1984               | USL Dunkerque  | France     | Division 2           | 1      | 0    |
| 1984-1985               | USL Dunkerque  | France     | Division 2           | 29     | 7    |
| 1985-1986               | USL Dunkerque  | France     | Division 2           | 22     | 3    |
| 1986-1987               | USL Dunkerque  | France     | Division 2           | 31     | 6    |
| 1987-1988               | USL Dunkerque  | France     | Division 2           | 33     | 3    |
| 1988-1989               | RC Strasbourg  | France     | Division 1           | 35     | 2    |
| 1989-1990               | RC Strasbourg  | France     | Division 2           | 33     | 1    |
| 1990-1991               | RC Strasbourg  | France     | Division 2           | 33     | 5    |
| 1991-1992               | RC Strasbourg  | France     | Division 2           | 32     | 3    |
| 1992-1993               | RC Lens        | France     | Division 1           | 30     | 3    |
| 1993-1994               | RC Lens        | France     | Division 1           | 28     | 2    |
| 1994-1995               | SM Caen        | France     | Division 1           | 25     | 1    |
| 1995-1996               | SM Caen        | France     | Division 2           | 32     | 1    |
| 1996-1997               | SM Caen        | France     | Division 1           | 17     | 0    |
| août 1997               | SM Caen        | France     | Division 2           | 1      | 0    |
| septembre 1997          | Ayr United     | Écosse     | Division 2 écossaise | 1      | 0    |
| 1997-1998               | Walsall        | Angleterre | Division One         | 38     | 1    |
| 1998-1999               | Portsmouth     | Angleterre | Division One         | 38     | 1    |
| août 1999-novembre 1999 | Portsmouth     | Angleterre | Division One         | 10     | 2    |
| novembre 1999-2000      | Wigan Athletic | Angleterre | Football League Two  | 24     | 0    |
| 2000-2001               | Bayeux FC      | France     | Division d'Honneur   | -      | -    |
| 2001-2003               | Bayeux FC      | France     | CFA2                 | -      | -    |
| 1983-2003               | Total          | --         | --                   | 493    | 41   |

### Entraîneur
- 2003-2004 : Bayeux FC -15 ans (PH)
- 2004-2005 : USON Mondeville (équipe B)
- 2005-2008 : Entraineur des U17 Nationaux SM Caen
- janvier 2008-2009 : SC Hérouville
- 2009-2010 : ASPTT Caen (DSR)
- 2010-2013 : USON Mondeville (CFA2)
- depuis 2013 : Entraineur des U15 Nationaux SM Caen

## Palmarès

### Joueur
- Participe à la montée du RC Strasbourg en Division 1 en 1992, après la finale des barrages contre le Stade rennais
- Champion de France de Division 2 en 1996 avec le SM Caen
- Champion de Division d'Honneur en 2001 avec Bayeux FC
- Élu meilleur joueur de la saison 1997-1998 par les supporters de Walsall
- Élu meilleur joueur de la saison 1998-1999 par les supporters de Portsmouth

### Entraîneur
- Champion de Division d'Honneur Régionale en 2008 Hérouville-Saint-Clair
- Champion de Ligue de Basse-Normandie de football Promotion d'Honneur moins de 15 ans en 2004 Bayeux FC